# Mildred McDaniel
Mildred "Millie" McDaniel-Singleton (Atlanta, 4 november 1933 – Pasadena, 30 september 2004) was een Amerikaanse hoogspringster. Tijdens de Olympische Zomerspelen van 1956 in Melbourne won ze het onderdeel hoogspringen.

## Atletiekcarrière
Tijdens de Olympische Spelen van 1956 in Melbourne won McDaniel het hoogspringen met een hoogte van 1,76 meter en zette daarmee een nieuw wereldrecord. In haar eigen land werd ze diverse keren kampioene hoogspringen. Tijdens de Pan-Amerikaanse Spelen in 1955 in Mexico-Stad won ze goud met een hoogte van 1,68 meter.

## Het leven na atletiek
McDaniel stopte na de Olympische Spelen met haar atletiekcarrière en werd gymnastieklerares. In 2004 overleed McDaniel aan de gevolgen van kanker.

## Titels
- Amerikaans kampioene hoogspringen - 1953, 1955 en 1956
- Amerikaans indoor kampioene hoogspringen - 1955 en 1956
- Kampioene hoogspringen Pan American Games - 1955
- Olympisch kampioene hoogspringen - 1956

1928: Ethel Catherwood ·
1932: Jean Shiley ·
1936: Ibolya Csák ·
1948: Alice Coachman ·
1952: Esther Brand ·
1956: Mildred McDaniel ·
1960: Iolanda Balaș ·
1964: Iolanda Balaș ·
1968: Miloslava Rezková ·
1972: Ulrike Meyfarth ·
1976: Rosemarie Ackermann ·
1980: Sara Simeoni ·
1984: Ulrike Meyfarth ·
1988: Louise Ritter ·
1992: Heike Henkel ·
1996: Stefka Kostadinova ·
2000: Jelena Jelesina ·
2004: Jelena Slesarenko ·
2008: Tia Hellebaut ·
2012: Anna Tsjitsjerova ·
2016: Ruth Beitia ·
2020: Maria Lasitskene ·
2024: Jaroslava Mahoetsjich